# Martin Gregor-Dellin

Martin Gregor-Dellin, Porträtsitzung bei dem Bildhauer Helmut Ammann (1986)

Martin Gregor-Dellin (Pseudonym für Martin Gustav Schmidt,
weiteres Pseudonym: Martin Gregor; * 3. Juni 1926 in Naumburg (Saale); † 23. Juni 1988 in München) war ein deutscher Schriftsteller und Verbandsaktivist.

## Leben
Martin Gregor-Dellin war der Sohn eines Kaufmanns. Er wuchs in Weißenfels/Saale auf. Nach dem Abitur im Jahre 1944 war er bis zum Ende des Zweiten Weltkriegs Soldat der Wehrmacht. Er befand sich bis März 1946 in amerikanischer Kriegsgefangenschaft im Camp Myles Standish, einer Barackenstadt südlich von Boston, Massachusetts, aus der er nach Mitteldeutschland zurückkehrte. In den folgenden Jahren widmete er sich literarischen und musikalischen Studien. 1950 wurde er Leiter des „Kulturellen Beirats für das Verlagswesen“ in Ost-Berlin und ernannte Horst Bienek zu seinem Assistenten. Von 1951 bis 1958 war er Lektor des Mitteldeutschen Verlages in Halle (Saale), wo er u. a. Bruno Apitz’ Roman Nackt unter Wölfen betreute.
1958 wechselte Gregor-Dellin in die Bundesrepublik Deutschland über. Gregor-Dellin lebte bis 1961 als Schriftsteller in Bayreuth, wo er u. a. an der Herausgabe der autobiografischen Schriften Richard Wagners mitwirkte. Von 1961 bis 1962 gehörte er der Literaturabteilung des Hessischen Rundfunks an und von 1962 bis 1966 war er Cheflektor der
Nymphenburger Verlagshandlung in München. Ab 1966 lebte er als freier Schriftsteller in Gröbenzell bei München.
Martin Gregor-Dellin veröffentlichte in den 1950er und 1960er Jahren Romane und Erzählungen, die stilistisch unter dem Einfluss von Franz Kafka und Thomas Mann standen. Sein noch in der DDR erschienener Roman Jüdisches Largo ist einer der ersten Romane der deutschen Nachkriegsliteratur, der die Judenverfolgung im Dritten Reich zum Thema hat. Nach dem Wechsel in den Westen rückten Gregor-Dellins erzählerische Werke in den Hintergrund; der Autor befasste sich nunmehr vorwiegend mit der Arbeit an Biografien; außerdem gab er neben zahlreichen Anthologien u. a. die Tagebücher von Cosima Wagner sowie die Werkausgaben von Klaus Mann und Bruno Frank heraus. Auch als führendes Mitglied in diversen kulturellen Gremien übte Gregor-Dellin bedeutenden Einfluss auf den bundesrepublikanischen Literaturbetrieb aus.
1973 gründete er in München gemeinsam mit Jürgen Kolbe, Michael Krüger, Fritz Arnold, Paul Wühr, Inge Poppe, Christoph Buggert, Günter Herburger, Tankred Dorst und Peter Laemmle die erste genossenschaftlich organisierte Autorenbuchhandlung.

## Mitgliedschaften
- seit 1953 Die Künstlergilde (Landesgruppe Bayern)
- seit 1969 Verband deutscher Schriftstellerinnen und Schriftsteller - von 1972 bis 1974 Vorsitzender des Landesbezirks  Bayern. Von seinem Beisitzerposten im 1974 gewählten VS-Bundesvorstand trat er 1976 gemeinsam mit Dieter Lattmann aus Protest gegen die Verbandspolitik des Bundesvorsitzenden Horst Bingel zurück.
- seit 1969 PEN-Zentrum der Bundesrepublik Deutschland - von 1982 bis zu seinem Tod war er dessen Präsident
- 1973 wurde er vom VS als Autorenvertreter  bis 1978 in den Rundfunkrat des Bayerischen Rundfunks entsandt.
- bis 1979 Verwaltungsratsmitglied der Verwertungsgesellschaft Wort
- 1980 Aufnahme in die Bayerische Akademie der Schönen Künste
- 1981 Aufnahme in die Deutsche Akademie für Sprache und Dichtung

## Werke
- Cathérine. Halle (Saale) 1954
- Jüdisches Largo. Halle (Saale) 1956
- Der Mann mit der Stoppuhr. Halle/Saale 1957
- Wagner und kein Ende. Bayreuth 1958
- Der Nullpunkt. München [u. a.] 1959
- Der Kandelaber. Olten [u. a.] 1962
- Möglichkeiten einer Fahrt. München 1964
- Einer. Olten [u. a.] 1965
- Aktennotiz über einen Diktator. St. Gallen 1968
- Aufbruch ins Ungewisse. Baden-Baden 1969
- Das kleine Wagnerbuch. Salzburg 1969
- Unsichere Zeiten. Karlsruhe 1969
- Wagner-Chronik. München 1972
- Richard Wagner, die Revolution als Oper. München 1973
- Föhn. München 1974
- Das Riesenrad. München [u. a.] 1976
- PEN, Bundesrepublik Deutschland. München 1978
- Im Zeitalter Kafkas. München [u. a.] 1979
- Richard Wagner. Sein Leben, sein Werk, sein Jahrhundert. München [u. a.] 1980, ISBN 978-3-492-28318-2
- Schlabrendorf oder Die Republik. München [u. a.] 1982
- Richard Wagner. Eine Biographie in Bildern. München [u. a.] 1982
- Erlösung dem Erlöser. Karlsruhe 1983
- Luther. München 1983
- Pompes funèbres. Bayreuth 1983
- Heinrich Schütz. Sein Leben, sein Werk, seine Zeit. München [u. a.] 1984
- Heinrich Schütz, Meister ohne Legenden. Vortrag am 24. Mai 1985 in der Badischen Landesbibliothek Karlsruhe. Karlsruhe 1985
- Meister, Monster und Mumien. Erlangen 1985
- Was ist Größe? München [u. a.] 1985, ISBN 978-3-492-02941-4
- Erinnerungen an Wörter. Reicheneck 1986
- Italienisches Traumbuch. München [u. a.] 1986
- Partheys völlig verfehlter Besuch bei Thomas Mann. Marbach 2002

## Herausgeberschaft
- Treffpunkt heute. Halle (Saale) 1958
- Stories der Welt. München 1963
- Richard Wagner: Mein Leben. München 1963
- Vierundzwanzig Erzähler der Welt. München 1964
- Vor dem Leben. München 1965
- Besuch im Karzer. München 1966
- Unser ganzes Leben. München 1966 (mit Geno Hartlaub)
- Die Gespenstertruhe. München 1967
- Klaus Mann: Prüfungen. München 1968
- Klaus Mann: Heute und morgen. München 1969
- Wo waren wir stehengeblieben? Frankfurt a. M. 1969
- Die erste Prüfung. München 1970
- PEN. Tübingen [u. a.] 1971
- Die schwarze Kammer. München 1972
- Das Gespenst im Aktenschrank. Geistergeschichten aus aller Welt. München 1972, ISBN 978-3-423-00597-5
- Klaus Mann: Die Heimsuchung des europäischen Geistes. München 1973
- Der verhexte Platz. Reinbek 1973
- Das Wachsfigurenkabinett. München 1974
- Deutsche Erzählungen aus drei Jahrzehnten. Tübingen [u. a.] 1975
- Bruno Frank: Der Reisepaß. München 1975
- Bruno Frank: Tage des Königs und andere Erzählungen. München 1975
- Klaus Mann: Briefe und Antworten. München
  - 1. 1922–1937. 1975
  - 2. 1937–1949. 1975, ISBN 978-3-499-12784-7
- Das andere Bayern. München 1976
- Klaus Mann: Abenteuer des Brautpaars. München 1976
- Cosima Wagner: Die Tagebücher. München [u. a.] (mit Dietrich Mack)
  - 1.1869–1877. 1976
  - 2.1878–1883. 1977
- Bruno Frank: Trenck. München 1977
- Klaus Mann: Flucht in den Norden. München 1977
- Klaus Mann: Der Vulkan. München 1977
- Bruno Frank: Cervantes. München 1978
- Die große Gespenstertruhe. München 1978
- Carl Christian Bry: Verkappte Religionen. München 1979
- Deutsche Schulzeit. München 1979
- Bruno Frank: Die Monduhr. München 1979
- Klaus Mann: Symphonie pathétique. München 1979
- Klaus Mann: Woher wir kommen und wohin wir müssen. München 1980
- Leonhard Frank: Die Summe. München 1982
- PEN-Schriftstellerlexikon Bundesrepublik Deutschland. München 1982 (mit Elisabeth Endres)
- Richard Wagner: Mein Denken. München [u. a.] 1982
- Bruno Frank: Die Tochter. München 1985
- Die Botschaft hör’ ich wohl. Stuttgart 1986
- Klaus Mann: Das innere Vaterland. München 1986
- Carl Christian Bry: Der Hitler-Putsch. Nördlingen 1987
- Richard Wagner: Ein deutscher Musiker in Paris. Kassel [u. a.] 1987
- Eine Pilgerfahrt zu Beethoven. München [u. a.] 1988

## Auszeichnungen
- Ehrengabe des Kulturkreises der Deutschen Wirtschaft im Bundesverband der Deutschen Industrie (1963)
- Stereo-Hörspielpreis der deutschen Rundfunkindustrie (1967)
- Tukanpreis der Stadt München (1971)
- Kritikerpreis Die goldene Feder (1972)
- Buxtehuder Bulle für Jugendliteratur (1978/79)
- Adolf-Grimme-Preis mit Silber (1979)
- Bundesverdienstkreuz 1. Klasse (1979)
- Kulturpreis Schlesien des Landes Niedersachsen (1981)
- Grand Prix de la Critique musicale française (1981)
- Schillerpreis der Stadt Mannheim (1982)
- Fernseh-Kulturpreis der Eduard-Rhein-Stiftung (1984)
- Jugendmedienpreis Das rote Tuch (1984)
- Friedrich-Märker-Preis für Essayistik (1987)
- Andreas-Gryphius-Preis (1988)